# Canal obturateur
Le canal obturateur (ou canal sous-pubien) est un conduit ostéo-fibreux de la zone pelvienne en haut du foramen obturé.

## Structure
Le canal obturateur est formé par un dédoublement de la membrane obturatrice dans sa partie supérieure et par le sillon obturateur. Chaque feuillet du dédoublement s'insérant sur les bords du sillon obturateur.

## Anatomie fonctionnelle
Le canal obturateur permet la communication entre le petit bassin et la partie antérieure et médiale de la cuisse.
Il donne passage à l'artère obturatrice, à la veine obturatrice et au nerf obturateur.

## Aspect clinique
Une hernie obturatrice est un type de hernie impliquant une intrusion des viscères abdominaux dans le canal obturateur.
Le nerf obturateur peut être comprimé dans le canal obturateur pendant la grossesse ou à la suite de traumatismes majeurs du bassin.